# NGC 689
NGC 689 is een spiraalvormig sterrenstelsel in het sterrenbeeld Oven. Het hemelobject werd in 1886 ontdekt door de Amerikaanse astronoom Ormond Stone.

## Synoniemen
- PGC 6724
- ESO 414-5
- MCG -5-5-19
- AM 0147-274
- IRAS01475-2742